# IC 3670
IC 3670 ist eine elliptische Galaxie vom Hubble-Typ E2 im Sternbild Jungfrau  nördlich der Ekliptik. Sie ist schätzungsweise 325 Millionen Lichtjahre von der Milchstraße entfernt und hat einen Durchmesser von etwa 45.000 Lichtjahren.

Im selben Himmelsareal befinden sich u. a. die Galaxien NGC 4621, IC 809, IC 3672, IC 3684.
Das Objekt wurde am 10. Mai 1904 von Royal Harwood Frost entdeckt.